# Al-Mahras
Al-Mahras – miejscowość w Egipcie, w muhafazie Al-Minja. W 2006 roku liczyła 19 274 mieszkańców.